# Catena Güglia-Err-Bravuogn
La Catena Güglia-Err-Bravuogn (in tedesco Güglia-Err-Bravuogn-Kette) è un massiccio montuoso delle Alpi dell'Albula. Si trova in Svizzera (Canton Grigioni).
Prende il nome dal Piz Julier (detto anche Piz Güglia), dal Piz d'Err e dal Gruppo dei Pizs da Bravuogn.

## Collocazione
Secondo le definizioni della SOIUSA la Catena Güglia-Err-Bravuogn ha i seguenti limiti geografici: Passo del Settimo, Val Sursette, fiume Albula, Passo dell'Albula, Val d'Alvra, alta Engadina, Passo del Maloja, Passo del Settimo.
Essa raccoglie la parte sud-occidentale delle Alpi dell'Albula.

## Classificazione
La SOIUSA definisce la Catena Güglia-Err-Bravuogn come un supergruppo alpino e vi attribuisce la seguente classificazione:
- Grande parte = Alpi Orientali
- Grande settore = Alpi Centro-orientali
- Sezione = Alpi Retiche occidentali
- Sottosezione = Alpi dell'Albula
- Supergruppo = Catena Güglia-Err-Bravuogn
- Codice =  II/A-15.II-A

## Suddivisione
La Catena Güglia-Err-Bravuogn viene suddivisa in tre gruppi e otto sottogruppi:
- Gruppo Güglia-Ot (1)
  - Gruppo del Lagrev (1.a)
  - Gruppo Güglia-Bever (1.b)
  - Gruppo del Piz Ot (1.c)
- Gruppo Err-Calderas (2)
  - Gruppo del Calderas (2.a)
  - Gruppo dell'Err (2.b)
  - Gruppo Bleis-Marscha (2.c)
  - Gruppo del Bial (2.d)
  - Gruppo Crasta-Mora (2.e)
- Gruppo dei Pizs da Bravuogn (3)

## Montagne
Le montagne principali appartenenti alla Catena Güglia-Err-Bravuogn sono:
- Piz Calderas - 3.397 m
- Piz Julier - 3.380 m
- Piz d'Err - 3.378 m
- Piz Ela - 3.339 m
- Piz Picuogl - 3.333 m
- Piz Jenatsch - 3.251 m
- Piz Ot - 3.246 m
- Piz Bever - 3.230 m
- Corn da Tinizong - 3.172 m
- Piz Lagrev - 3.165 m
- Piz Mitgel - 3.158 m
- Piz Nair - 3.057 m
- Piz Lunghin - 2.780 m